# Chamaecrista exilis
Chamaecrista exilis är en ärtväxtart som först beskrevs av Wilhelm Vatke, och fick sitt nu gällande namn av John Michael Lock. Chamaecrista exilis ingår i släktet Chamaecrista och familjen ärtväxter. Inga underarter finns listade i Catalogue of Life.